# Il faut que tu m'épouses
Pour plus de détails, voir Fiche technique et Distribution.
Il faut que tu m'épouses (Get Your Man) est un film américain réalisé par Dorothy Arzner, sorti en 1927. C'est l'aptation d'une pièce de théâtre de Louis Verneuil, Tu m'épouseras. Le film est hélas incomplet, il manque deux bobines, mais l'heure restante permet néanmoins d'apprécier ce vaudeville américanisé. Il semble qu'une version restaurée ait été projetée au San Francisco Silent Film Festival SFSFF en 2017[réf. souhaitée].

## Synopsis
Deux familles de nobles français planifient le mariage de deux bébés dès leur naissance. Robert Albin et Simone de Valens se marieront, conformément à la tradition. Dix-sept ans plus tard, ils organisent les fiançailles. Mais Robert rencontre à Paris une tonitruante américaine, Nancy, et c'est le coup de foudre. Nancy organisera un plan pour briser les fiançailles et "gagner son homme".

## Fiche technique
- Titre original : Get Your Man
- Titre français : Il faut que tu m'épouses
- Réalisation : Dorothy Arzner
- Scénario : Agnes Brand Leahy, George Marion Jr. et Hope Loring d'après la pièce de Louis Verneuil
- Photographie : Alfred Gilks
- Pays de production : États-Unis
- Format : Noir et blanc - Film muet
- Genre : comédie romantique
- Date de sortie : 1927

## Distribution
- Clara Bow : Nancy Worthington
- Buddy Rogers : Robert Albin
- Josef Swickard : Duc d'Albin
- Josephine Dunn : Simone de Valens
- Harvey Clark : Marquis de Valens
- Frances Raymond : Mme Worthington